# Chiesa di Santa Maria (Hullavington)
La chiesa di Santa Maria (in inglese St Mary's church), o in modo più completo anche chiesa di Santa Maria Maddalena, è la parrocchiale anglicana che si trova a Hullavington, villaggio e parrocchia civile della contea del Wiltshire, nel Sud Ovest dell'Inghilterra, Regno Unito. Il luogo di culto risale al XII secolo, rientra nella diocesi di Bristol ed è considerato dall'English Heritage un monumento classificato di prima categoria per il suo particolare interesse storico e architettonico.

## Storia

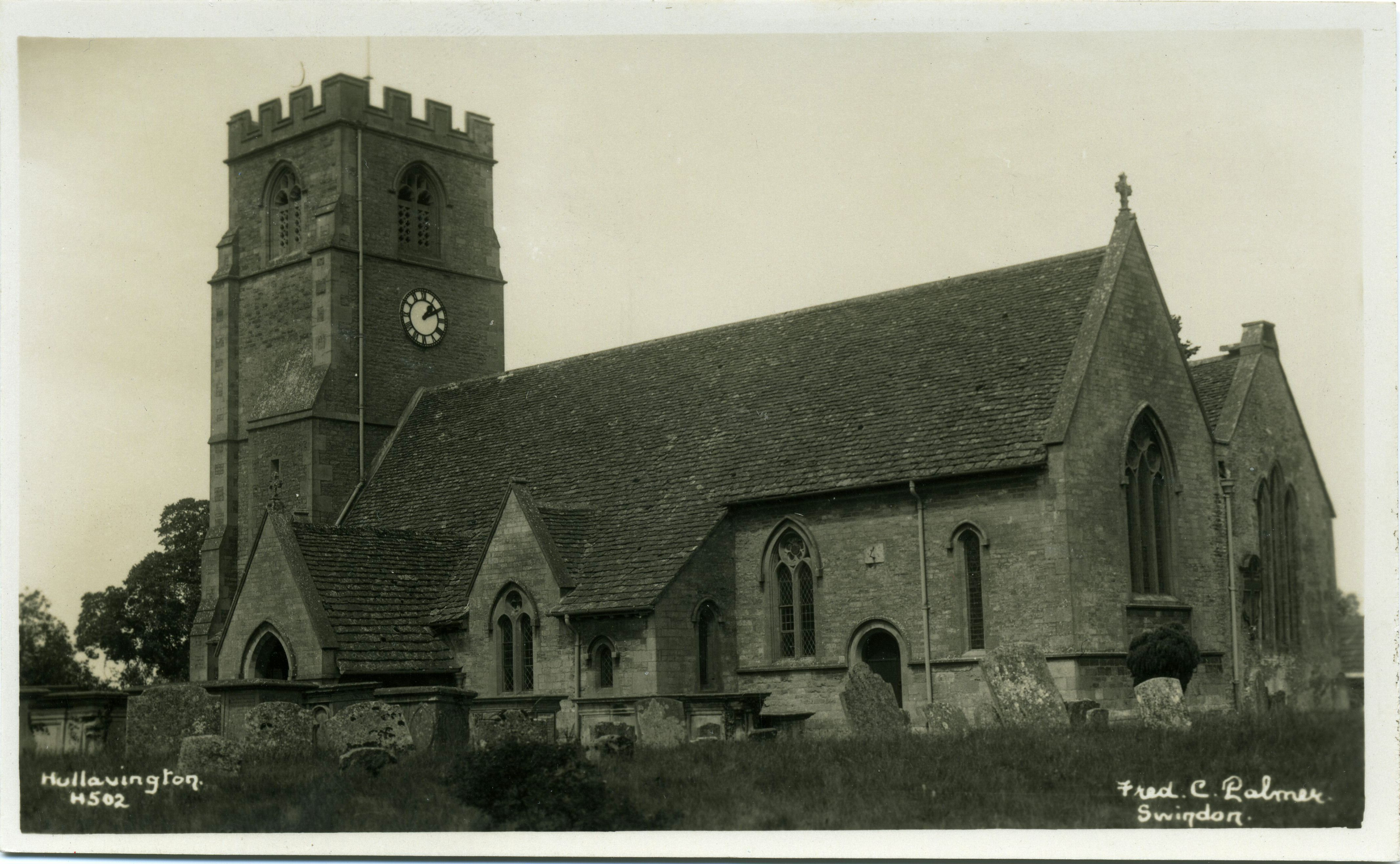
Cartolina postale risalente agli anni venti o trenta del XX secolo con l'immagine della chiesa di Santa Maria a Hullavington

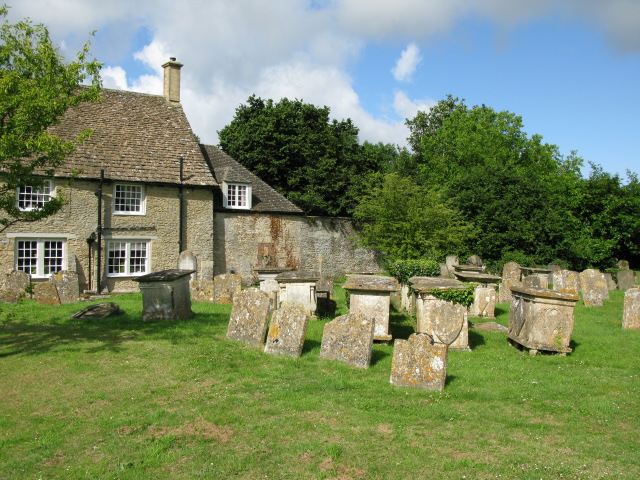
Particolare del cimitero della comunità accanto alla chiesa

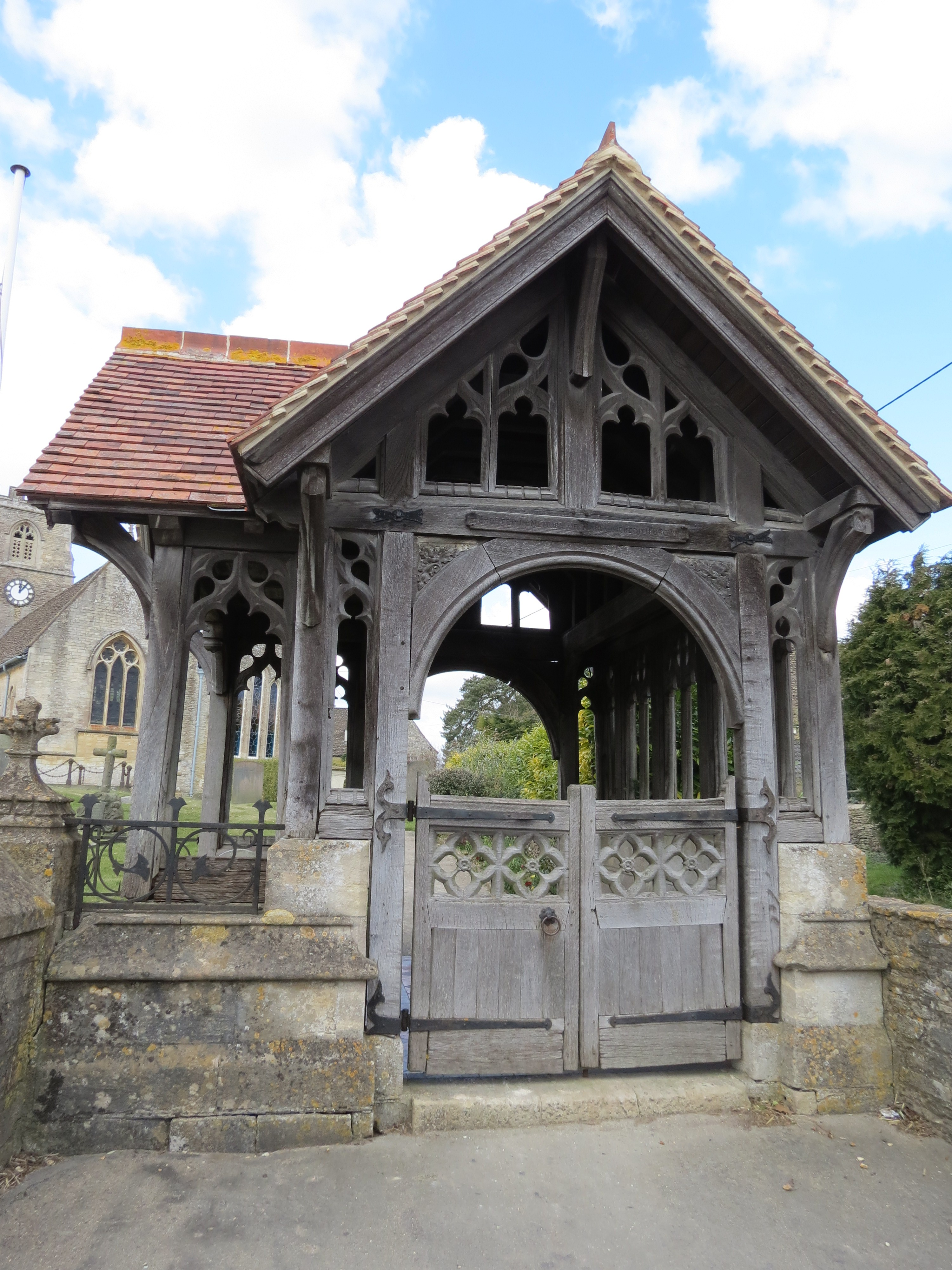
Cancello est della chiesa (Lych Gate)

La chiesa di Hullavington e di Surrendell, che risale al XII secolo, seguì le sorti del maniero locale e appartenendo alla famiglia dei signori Mortimer di Saint-Victor-l'Abbaye sull'altra sponda della Manica, successivamente alla Corona e poi all'Eton College nel 1443, pochissimi anni dopo la sua fondazione. Il primo vicariato vi fu ordinato entro il 1240 e probabilmente prima di allora le chiese erano gestite dai monaci di Saint-Victor. La chiesa di Hullavington dal 1408 era dedicata a Santa Maria Maddalena ma fu successivamente dedicata a Santa Maria Vergine dal 1763. La navata e il presbiterio sono le strutture più antiche e risalgono al XII secolo, la cappella e il portico adiacenti vennero edificati invece nel secolo successivo e la torre originale fu costruita nel XIV secolo. Tra il 1871 e il 1872 la chiesa subì un'importante ristrutturazione realizzata da Arthur William Blomfield e proseguita successivamente dal nipote Reginald Blomfield. La torre fu sostituita e molte aree della chiesa furono restaurate. Nel 1917 il paravento in legno risalente ai secoli XIV e XV fu rimosso. Nonostante queste modifiche, vennero mantenute le panche del XV secolo, insieme a una delle finestre originali del XIII secolo. I registri ecclesiastici iniziarono a essere redatti nel 1557, ma probabilmente presentano alcune omissioni nel corso del XVII secolo. Oltre a quelli in uso, sono conservati presso il Wiltshire & Swindon History Centre. La chiesa è un elemento importante della comunità di Hullavington.

## Descrizione
L'English Heritage ha inserito dal 28 ottobre 1959 la chiesa di Santa Maria a Hullavington tra gli edifici storici come monumento classificato di prima categoria col numero 1356040. La chiesa appartiene alla diocesi di Bristol.

### Esterni
La chiesa parrocchiale anglicana si trova nel villaggio Hullavington, parrocchia civile del Wiltshire nel Sud Ovest dell'Inghilterra. L'edificio è una struttura in selce con rivestimenti in pietra calcarea squadrata con cappella Bradfield a nord-est del XIII secolo. I rivestimenti sono in bugnato, come le cimase e i tetti sono in ardesia. La pianta si compone della navata centrale, del presbiterio, delle navate laterali nord e sud, della torre a ovest e del portico sud. La navata centrale e il presbiterio presentano finestre a due luci in stile inglese del XIX secolo con cornici, mentre quelle sul lato sud della navata sono inserite nei timpani attraverso la grondaia. Il portale a tutto sesto con meridiana sopra è del XII secolo e la monofora sul lato nord della navata è del XIII secolo. Sul lato est si trova la finestra a tre luci con trafori del XIX secolo. La cappella Bradfield a nord-est (estensione della navata nord) presenta 3 finestre a sesto acuto sul lato est, 2 finestre a sesto acuto binate e 2 finestre perpendicolari sul lato nord. Sulla navata nord sporge la nicchia per organo del XIX secolo. La torre a tre piani ha una torretta angolare a sud-est, ha contrafforti di contenimento, cornici modanate e parapetto merlato. La finestratura è in stile gotico inglese sulla facciata ovest con aperture per le campane a due luci con motivo a losanghe traforate. Sul lato est è posto l'orologio sul lato est. Il Portico meridionale a timpano del XIX secolo presenta fusti e capitelli riutilizzati del XIII secolo.

#### Cancello est della chiesa
Di particolare interesse è il cancello esterno di accesso al cimitero della chiesa che è considerato quindi un monumento classificato di seconda categoria col numero 1023210 .

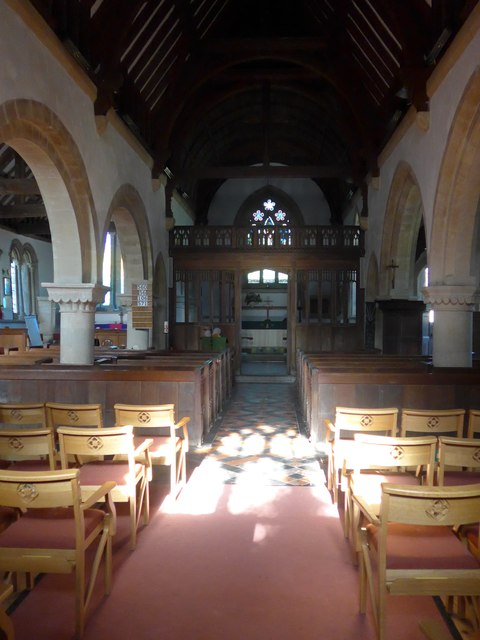
Interno della sala

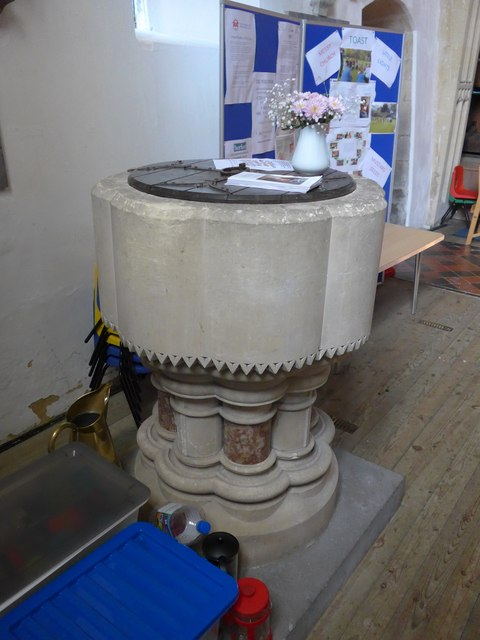
Fonte battesimale

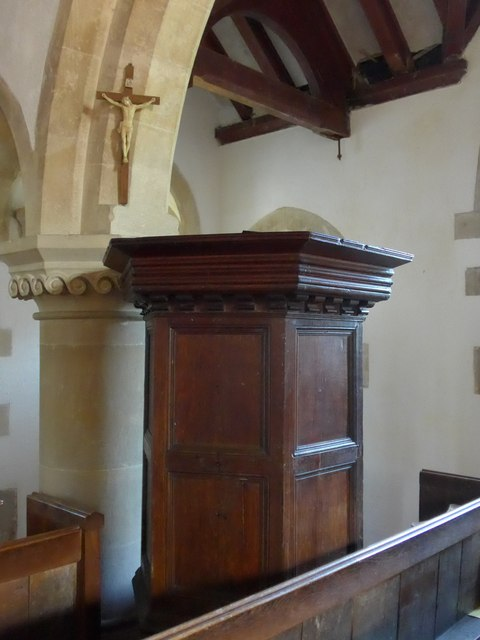
Pulpito

### Interni
La sala è di grandi dimensioni. La navata presenta arcate a tre campate risalenti al XII secolo. A nord gli archi a tutto sesto sono sostenuti da pilastri circolari, capitelli a tromba e a smerlo, a sud gli archi sono a sesto acuto. Sull'arco della torre è presente una modanatura a doppia onda. La copertura interna è con a travi a vista sulla navata, con volta a botte del XIX secolo sul presbiterio, con arcate a nord a due campate con pilastri circolari del XIII secolo e archi a sesto acuto che si aprono sulla Cappella Bradfield. Le finestre della cappella presentano colonne in marmo di Purbeck staccate. Il soffitto in legno sulla navata nord è del XV secolo, con travi del XIX secolo sulla navata sud. La navata conserva banchi del XV secolo, un pulpito a pannelli dell'inizio del XVII secolo e sulla parete sud una casula del XVI secolo. Il tramezzo è stato ricostruito nel 1917 incorporando sezioni del XV secolo. La cappella Bradfield presenta un bel monumento a muro del 1616 dedicato a Simon James, una cassapanca con colonne ioniche scanalate. La navata nord presenta diversi monumenti a muro, un pannello dedicato alle opere di beneficenza nella finestra ovest. Il pannello ligneo fiammingo del XVII secolo che fronteggia l'organo raffigura il Sacrificio di Isacco e un dipinto raffigura la Vergine col Bambino. La pregevole vetrata colorata di inizio XX secolo si conserva nella finestra orientale del presbiterio.
La chiesa conserva diverse iscrizioni del XVII e XVIII secolo, tra cui commemorazioni di membri della famiglia Ivye, che detenevano la signoria del maniero di Hullavington durante il XVI e il XVII secolo. Un'altra interessante iscrizione racconta della morte di una donna di Hullavington, Hannah Twinnoy, uccisa da una tigre a Malmesbury nel 1703. Un resoconto dell'epoca riporta che "Era una domestica alla White Lion Inn, dove si teneva un'esposizione di animali selvatici, tra cui una tigre ferocissima, che imprudentemente si divertiva a stuzzicare, nonostante le ripetute proteste del suo guardiano. Un giorno, mentre si divertiva con questo pericoloso diversivo, l'animale infuriato, con uno sforzo straordinario, sfuggì al controllo, balzò verso l'infelice ragazza, le afferrò la veste e la fece a pezzi".